# آیرون پایتون
آیرون پایتون (انگلیسی: IronPython) یکی از پیاده‌سازی‌های پایتون است که در چارچوب دات نت و مونو اجرا می‌شود. جیم هوگونین آغاز کنندهٔ پروژه، ورژن ۱٫۰ آن را در ۵ سپتامبر ۲۰۰۶ منتشر کرده است.
آیرون پایتون به‌طور کامل در سی شارپ نوشته شده است، اگرچه برخی از کدهای آن به‌طور خودکار توسط یک تولیدکننده کد نوشته شده در پایتون تولید می‌شود.
جیم هوگونین پروژه را ایجاد کرد و تا نسخه ۱٫۰ که در ۵ سپتامبر ۲۰۰۶ منتشر شد، فعالانه در آن مشارکت داشت. آیرون پایتون ۲٫۰ در ۱۰ دسامبر ۲۰۰۸ منتشر شد. مایکروسافت آیرون پایتون و پروژه خواهرش آیرون روبی را در اواخر سال ۲۰۱۰ رها کرد. این پروژه در حال حاضر توسط گروهی از داوطلبان در GitHub نگهداری می‌شود.
تفاوت‌هایی بین پیاده‌سازی مرجع پایتون سی پیتون و آیرون پایتون وجود دارد. برخی از پروژه‌های ساخته شده در آیرون پایتون وجود دارد که تحت سی پیتون کار نمی‌کنند. برعکس، برنامه‌های سی پیتون که به پسوندهای زبانی که در C پیاده‌سازی می‌شوند وابسته هستند، با آیرون پایتون سازگار نیستند.